# Belili
Belili, dea sumerica della luce e controparte femminile del dio solare Bel oltre che sorella del dio pastore Dumuzi

## Attestazioni
Tavolette d'argilla, ritrovate a Ur e databili fra 2100-2000 a.C., che riportano incise in caratteri cuneiformi l'Epopea di Gilgamesh.